# Rodica (Domžale)
Rodica is een plaats in Slovenië en maakt deel uit van de gemeente Domžale in de NUTS-3-regio Osrednjeslovenska. De plaats telde 864 inwoners op 1 januari 2020.

## Geboren
- Franc Rode (1934), kardinaal